# Галин Иванов (футболист, р. 1975)
Вижте пояснителната страница за други личности с името Галин Иванов.
Галин Иванов е бивш български футболист, централен защитник, понастоящем треньор. 

## Кариера

### Като футболист
Юноша на Добруджа (Добрич) – шампион на България със старша възраст през 1993 г. За представителния отбор на жълто-зелените играе още от 1992 г. до лятото на 1995 г., като записва 69 мача и вкарва 5 гола в А група. В този период е викан в младежкия национален отбор на България. През есента на 1995 г. заедно с Милен Петков преминават в ЦСКА за половин милион долара. Двукратен шампион на България с ЦСКА (1997 и 2003 г.) и двукратен носител на Купата на България (1997 и 1999 г.), капитан на отбора, има 169 мача и 7 гола в елита за армейците, записва десетки мачове в европейските клубни турнири. В периода 2000 – 2002 г. има 5 мача за националния отбор на България. В началото на 2003 г. преминава в американския Ди Си Юнайтед, където отново играе заедно с Христо Стоичков. През 2004 г. играе за Марек, след което преминава в гръцкия ФК Ерготелис през 2005 г., където прекратява кариерата си заради контузия.
През 2009 г. след проведена анкета сред феновете в интернет е избран за най-добър защитник в идеалния отбор на родния си клуб Добруджа за двадесетилетието (1990 – 2009).
За националния отбор на България има 5 мача в периода 2001-2002, като преди това записва 25 мача за младежкия ни тим до 21 години и 7 мача за този до 18 години.

### Като треньор
През 2007 г. започва работа в ДЮШ на ЦСКА, като за 8 години постига успехи с различните формации.
Треньор на представителния отбор на ЦСКА от 24 март до 28 април 2015 г. В ПФК Лудогорец (Разград) II е последователно треньор от лято 2015 г. и асистент от 2017 до 28 март 2019 г. В Локомотив (София) е асистент от 22 декември 2019 до 26 май 2020 г.